# Francis Bacon
Francis Bacon, Tử tước St Alban thứ nhất (22 tháng 1 năm 1561 - 9 tháng 4 năm 1626) là một nhà triết học và chính khách người Anh. Ông được xem là cha đẻ của chủ nghĩa duy nghiệm, phương pháp khoa học và là một nhân vật quan trọng của Cách mạng khoa học. Ông ủng hộ tính khả thi của kiến thức khoa học trên cơ sở duy nhất là suy luận quy nạp và sự quan sát các hiện tượng tự nhiên một cách cẩn thận. 
Mặc dù sự nghiệp chính trị của ông bị tiêu tan trong nỗi ô nhục, sức ảnh hưởng của ông vẫn còn mãi theo thời gian cùng với các tác phẩm của ông. Những tác phẩm của ông đã hình thành và phổ biến hóa phương pháp luận quy nạp đáp ứng cho yêu cầu khoa học, và thường được gọi là "Phương pháp Bacon", hay đơn giản là phương pháp khoa học. Yêu cầu của Bacon về một phương pháp nghiên cứu sự vật hiện tượng tự nhiên một cách có kế hoạch đã đánh dấu một bước chuyển mới trong khuôn khổ mỹ từ và lý thuyết cho khoa học, phần lớn phương pháp mà ông phát minh ra vẫn còn tồn tại bao hàm trong những quan niệm về phương pháp luận đúng đắn ngày nay.
Bacon được phong tước hiệp sĩ năm 1603, ông được phong tước Nam Tước Verulam năm 1618 và Tử Tước St. Alban năm 1621. Vì ông không có người thừa kế, sau khi ông qua đời cả hai tước hiệu đó đều bị xóa sổ. Ông chết vì mắc chứng bệnh viêm phổi trong khi đang nghiên cứu sự ảnh hưởng của đông lạnh đối với quá trình bảo quản thịt.

## Cuộc đời

### Thời thơ ấu và niên thiếu
Francis Bacon sinh ra tại York House Strand, Luân Đôn, Anh. Francis là con út trong gia đình có năm người con của quan đại thủ ấn Nicholas Bacon. Mẹ của Francis là vợ thứ hai của Nicholas, bà là Ann Cooke Bacon, con gái của Anthony Cooke.
Các nhà viết tiểu sử đều có ý kiến rằng Francis được giáo dục tại nhà từ rất sớm. Cũng theo họ, sức khỏe của Francis cả trong và sau giai đoạn này đều không được tốt. Cậu bé Francis bước vào Đại học Ba ngôi thuộc Viện đại học Cambridge khi được 12 tuổi, tức năm 1573. Cậu ở cùng với người anh trai có tên là Anthony Bacon trong vòng 3 năm liền và được giáo sư John Whitgift, sau này trở thành Tổng giám mục Canterbury, kèm cặp.
Và cũng tại nơi này, một sự kiện quan trọng đã xảy ra đối với Francis. Cậu được gặp Nữ hoàng đầy quyền uy lúc đó là Elizabeth Đệ nhất, người khâm phục chất thần đồng của Francis và gọi cậu là "quan thủ ấn trẻ".

### Trưởng thành
Vào tháng 2 năm 1579, ông Nicholas Bacon qua đời. Điều này có ảnh hưởng rất xấu đến người con trai Francis. Trước khi ra đi, ông Nicholas cố gắng dành dụm ra một số tiền lớn để từ đó, con trai út của ông có thể được cha mua một điền trang. Nhưng rất tiếc là ông đã qua đời khi làm công việc đó và hậu quả là Francis chỉ nhận được một phần năm số tiền đó mà thôi. Và càng đáng nói hơn, đây không phải là hậu quả mang tính ngắn hạn. Bước vào cuộc đời trong sự thiếu thốn, việc đi vay tiền đối với Francis là chuyện như cơm bữa vậy.
Francis Bacon trở thành một nghị viên khi 23 tuổi, trải qua nhiều chức vụ như là phó trưởng lý, tổng trưởng lý, quan đại thủ ấn và đại pháp quan. Tháng 3 năm 1626, Bacon đến Luân Đôn.

### Qua đời
Francis Bacon qua đời theo cái cách mà không ai có thể ngờ tới. Trong một ngày tuyết rơi, Bacon bỗng nghĩ ra cách bảo quản thịt và thế là ông bắt tay bằng thử nghiệm nhồi tuyết vào một con gà. Tuy nhiên, đang giữa chừng của cuộc thử nghiệm này, ông đã bị nhiễm trùng và hệ quả là ông đã bị sưng phổi; ông qua đời vào ngày 9 tháng 4 tại Highgate, Anh. Gia sản mà Francis Bacon để lại không hề nhỏ và khó cho ai đó muốn thanh toán hộ: 22 nghìn bảng Anh.

## Sự nghiệp

### Tóm tắt chung

#### Bối cảnhlịch sử
Francis Bacon sống trong hoàn cảnh lịch sử rất đặc biệt của Anh và cả thế giới: thời kỳ Phục hưng, thời kỳ mà những giá trị của nhà thờ đang phải chống chọi với những giá trị mới đang nổi lên của rất nhiều tri thức.
Vị trí của Bacon trong lịch sử triết học Anh lúc đó cũng rất đặc biệt: Nước Anh có khoảng trống về thời gian không hề nhỏ. Đã khoảng hai thế kỷ đến khi Bacon sinh ra kể từ khi nhà triết học nổi tiếng John Wycliffe qua đời vào năm 1384 và gần hai thế kỷ và 50 năm đến Bacon cho xuắt bản tác phẩm Sự Thăng tiến của Kiến thức kể từ khi William xứ Ockham qua đời vào năm 1347. Không chỉ đặc biệt về vị trí thời gian, Bacon còn đặc biệt về vị trí tư tưởng. Nước Anh nói chung và Bacon nói riêng chứng kiến sự tồn tại ba luồn tư tưởng:
- Chủ nghĩa kinh viện của Aristotle: Cho đến thời đại Bacon, luồng tư tưởng này đã trở thành nguồn cung cấp sức sống triết học Anh. Dù có sự phản đối logic học của Aristotle của một nhóm người ở Cambridge vào khoảng thời gian mà Bacon còn là một sinh viên, nhưng sự phản bác đó, như lời Bacon nói, chỉ tìm cái đơn giản nhân danh tu từ học chứ không hề nhắm đến cái trọng yếu của thực hành tự nhiên.
- Chủ nghĩa nhân văn Cơ Đốc: Đây là một lực lượng tích cực, nó biểu hiện ra sự đối nghịch với chủ nghĩa khổ hạnh truyền thống của nhà thờ. Những người theo trào lưu này đều ủng hộ cái đẹp của nghệ thuật, ngôn ngữ và tự nhiên và tỏ ra khá thờ ơ với suy sư của tôn giáo.
- Chủ nghĩa bí truyền: Nói một cách đơn giản đây chỉ là những nghiên cứu về sự huyền bí. Đối tượng nghiên cứu của những nhà triết học theo trường phái này đó là sự tương đồng thần bí giữa vũ trụ và con người và các lực lượng siêu nhiên chi phối các quy luật tự nhiên.

#### Nét khái quát về nghiên cứu
Có một sự mâu thuẫn ở Francis Bacon, đó là: Ông ngưỡng mộ con người của Aristotle, nhưng lại phản bác tư tưởng của nhà triết học người Hy Lạp. Ông cho rằng nó vô ích, sai lầm và quá nhiều điều gây tranh cãi. Sự tường trình triết lý nhân văn và công dân của ông chỉ là kỹ nghệ thực hành hơn là lý thuyết đặc điểm chủ yếu của nghiên cứu lịch sử và luật.

### Nhữngnghiên cứuchính

#### Triết học

##### Ngẫu tượng
Đây là một trong những vấn đề mà Bacon muốn nhìn lại về triết học Aristotle. Ông có bàn về những sai lầm của con người khi truy tìm tri thức. Trước đó hàng thế kỷ, Aristotle có bàn đến về ảo tưởng logic, thường thấy trong các suy luận, nhưng Bacon tìm thấy những nguyên nhân tâm lý đằng sau những suy luận. Những sai lầm như thế này cũng được Bacon sáng tạo ra một thuật ngữ dành cho chúng: sự ngẫu tượng.
Bacon phân loại các ngẫu tượng thành bốn xu hướng chính:
- Ngẫu tượng bộ lạc: Đó là những khiếm khuyết trí tuệ, nhân loại thường mắc phải ngẫu tượng này.
- Ngẫu tượng hang động: Đó là lập dị trí tuệ của cá nhân.
- Ngẫu tượng chợ búa: Đó là những sai lầm thông qua ngôn ngữ. Bacon đặc biệt quan tâm đến sự hời hợt của những dị biệt xuất phát từ ngôn ngữ ăn nói hàng ngày, qua đó ông xếp những vật khác nhau về căn bản vào một nhóm và tách những vật giống nhau về bản chất thành nhiều nhóm. Ông còn quan tâm đến sức mạnh của ngôn ngữ khi lôi kéo con người vào những cuộc tranh luận vô nghĩa.
- Ngẫu tượng sân khấu: Bacon muốn nhắc đến những hệ thống triết học sai lầm, biết rằng trong các hệ thống này luôn có sự thừa nhận tất cả tín điều của bất kỳ cập độ khái quát. Luận điểm phê phán của Bacon ở đây sống động như đời sống nghệ thuật nhưng không sâu sắc như một triết học thực sự. Bacon có điều muón nói về chủ nghĩa hoài nghi mà những người theo chủ nghĩa nhân văn viện tới. Tuy nhiên, ông không bàn đến việc những người theo chủ nghĩa hoài nghi dính dáng đến ngờ vực suy luận diễn dịch. Ông không ngần ngại bỏ qua việc tư tưởng mà họ theo chỉ áp dụng cho khả năng của các giác quan chứ không áp dụng cho suy luận.

Bacon nghĩ rằng khi những ngẫu tượng bị xóa bỏ, trí tuệ sẽ tự do tìm kiếm những tri thực thông qua thực nghiệm. Ông cho rằng không có gì tồn tại, ngoài các sự vật, hoạt động theo quy luật. Quy luật đó được ông gọi là "những hình thái". 

##### Quy nạp khoa học
Bacon có nêu ra tiến trình của quy nạp khoa học như sau:
1. Đầu tiên con người sẽ tìm kiếm những trường hợp mà ở đó có những sự thay đổi, biết rằng với những sự thay đổi đó dẫn đến những sự thay đổi khác. Lúc này, ta cần cố tìm ra những bằng chứng tích cực, những bằng chứng có thể dẫn đến kết quả của hình thái trên.
2. Tiếp theo, chúng ta xem xét những bằng chứng tiêu cực, tức là những thứ mà khi vắng mặt hình thái, sự thay đổi về chất không xảy ra. Trong khi tiến hành các phương pháp này, điều cốt yếu là tìm ta "những bằng chứng thực quyền" về mặt thực nghiệm, những ví dụ đặc biệt nổi bật và tiêu biểu của hiện tượng đang nghiên cứu.
3. Cuối cùng, có thể sẽ hiện diện thứ biến hóa kiểu "lúc đậm lúc nhạt", nhiệm vụ của chúng ta lúc này đó là tìm ra lý do của sự biến hóa đó.

##### Kinh viện-không cần thiết
Cuộc luận chiến của Bacon với chủ nghĩa kinh viện đầy phép tu từ. Ông cho rằng, vì gây hoài nghi dai dẳng, chủ nghĩa này đã mất đi uy tín của mình. Dưới con mắt của Bacon, chủ nghĩa kinh viện hiện lên như kỹ thuật ngôn từ duy trì những lý lẽ lơ lửng bằng những dị biệt giả tạo được rút ra. Sự yếu đuối của triết học Aristotle là quá tin vào sự bền vững và hiển nhiên của chân lý vốn là những kết luận xuất phát từ trực giác. Bacon có thành công lớn khi cho rằng tri thức là thứ được tích lũy, khác hẳn ý kiến của nhà thờ cho rằng tri thức được lưu giữ. Như vậy, ông dần xa quan điểm rằng mọi thứ con người cần biết đã được Kinh thánh hay Aristotle nói ra hết cả rồi.

##### Huyền bí-cũng không cần thiết
Bacon cho rằng, những tường trình cá nhân là không đủ, đặc biệt vì con người dễ bị hấp dẫn bởi những thứ kỳ lạ. Những quan sát củng cố lý thuyết phải lặp đi lặp lại. Ông lên tiếng ủng hộ việc nghiên cứu tự nhiên, đồng thời ủng hộ cả sự hợp tác và làm việc có phương pháp.

#### Chính trị
Bacon muốn tách nhà nước ra khỏi tôn giáo như tách khoa học với tôn giáo với tầm lòng nhiệt tình. Ông ủng hộ chế độ quân chủ mà Nhà Tudor đang xây dựng và chống lại những ngăn trở mang tính pháp lý của nó. Và, với tâm lý không chuộng tôn giáo lắm, thật không ngạc nhiên khi ông không đủ sức để nhìn thấy sự tồn tại của quyền hành thần thánh mà vua James I của Anh yêu thích.

#### Luật học
Những nghiên cứu của Bacon về luật là những nghiên cứu thực về lĩnh vực này, khác hẳn với kiểu chú giải ra vẻ am hiểu của nhiều nhà triết học đương thời.

#### Giáo dục
Bacon viết rất ít về giáo dục, chủ yếu là ông công kích căn bệnh ám ảnh với từ ngữ của chủ nghĩa kinh viện.

### Ảnh hưởng
- Phương pháp khoa học của Bacon đã gây chú ý cho nhiều người hậu bối, tiêu biểu là John Herschel và John Stuart Mill, những người cách ông đến hơn hai thế kỷ, những người sẽ khái quát các kết quả của ông và sử dụng chúng như là nền tảng của phương pháp khoa học mới.
- John Amos Comenius đã thừa nhận ảnh hưởng của Bacon trong luận điểm của mình. Ông cho rằng, trẻ em nên học những điều thực tế và những cuốn sách thực tế.

## Sách chuyên khảo

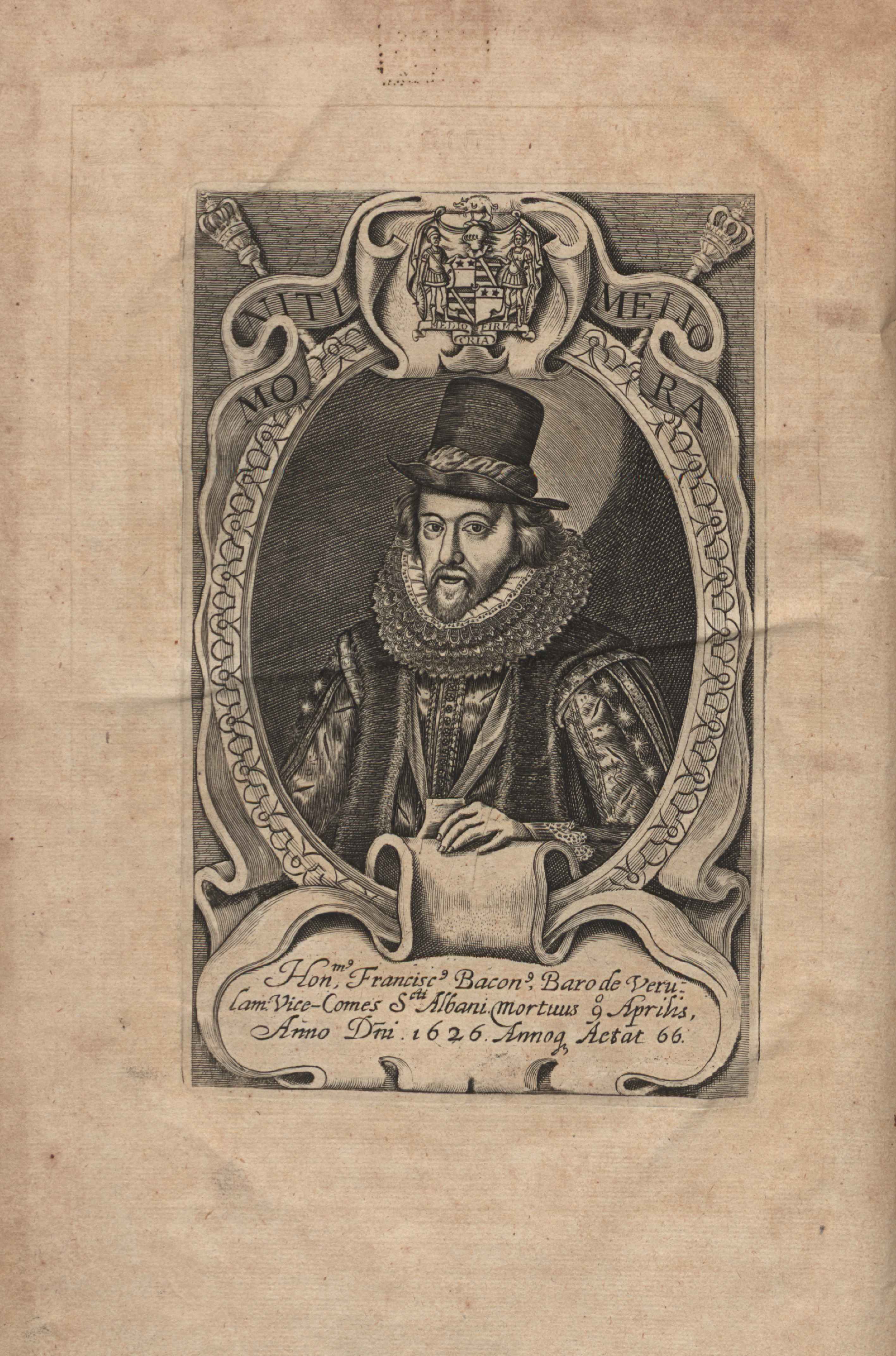
Bacon, Sylva sylvarum

Sau đây là danh sách hoàn chỉnh các tác phẩm của Bacon được sắp xếp theo thứ tự thời gian. Nhiều tác phẩm của Bacon chỉ được xuất bản sau khi ông qua đời vào năm 1626.
- Notes on the State of Christendom (1582)
- Letter of Advice to the Queen (1585–6)
- An Advertisement Touching the Controversies of the Church of England (1586–9)
- Dumb show in the Gray's Inn Christmas Revels (1587–8)
- Misfortunes of Arthur (1588)
- A Conference of Pleasure: In Praise of Knowledge, In Praise of Fortitude, In Praise of Love, In Praise of Truth (1592)
- Certain Observations made upon a Libel (1592)
- Temporis Partus Maximus ('The Greatest Birth of Time'; 1593)
- A True Report of the Detestable Treason intended by Dr Roderigo Lopez (1594)
- The Device of the Indian Prince: Squire, Hermit, Soldier, Statesman (1594)
- Gray's Inn Christmas/New Year Revels: The High and Mighty Prince Henry, Prince of Purpoole (1594–5; see Gesta Grayorum)
- The Honourable Order of the Knights of the Helmet (1595; see Gesta Grayorum)
- The Sussex Speech (1595)
- The Philautia Device (1595)
- Maxims of the Law (1596)
- Essays (1st ed., 1597)
- The Colours of Good and Evil (1597)
- Meditationes Sacrae (1597)
- Declaration of the Practices and Treasons attempted and Committed by the late Earl of Essex (1601)
- Valerius Terminus of the Interpretation of Nature (1603)
- A Brief Discourse touching the Happy Union of the Kingdoms of England and Scotland (1603)
- Cogitations de Natura Rerum ('Thoughts on the Nature of Things', 1604)
- Apologie concerning the late Earl of Essex (1604)
- Certain Considerations touching the better pacification and Edification of the Church of England (1604)
- The Advancement and Proficience of Learning Divine and Human (1605)
- Temporis Masculus Partus ('The Masculine Birth of Time', 1605)
- Filium Labyrinthi sive Formula Inquisitionis (1606)
- In Felicem Memoriam Elizabethae ('In Happy Memory of Queen Elizabeth', (1606)
- Cogitata et Visa de Interpetatione Naturae ('Thoughts and Conclusions on the Interpretation of Nature', 1607)
- Redargiutio Philosophiarum ('The Refutation of Philosophies') (1608)
- The Plantation of Ireland (1608–9)
- De Sapientia Veterum ('Wisdom of the Ancients', 1609)
- Descriptio Globi Intellectualis ('A Description of the Intellectual Globe') (1612)
- Thema Coeli ('Theory of the Heavens', 1612)
- Essays (2nd edition – 38 essays, 1612)
- Marriage of the River Thames to the Rhine (masque performed by Gray's Inn and Inner Temple lawyers on the river and in Westminster Hall in celebration of the marriage of Princess Elizabeth to Prince Frederick, Elector Palatine, 1613)
- Charge… touching Duels (1614)
- The Masque of Flowers (performed by Gray's Inn before the King at Whitehall to honour the marriage of the Earl of Somerset to Frances Howard, Countess of Essex, 1614)
- Instauratio Magna ('Great Instauration', 1620)
- Novum Organum Scientiarum ('New Method', 1620)
- Historia Naturalis ('Natural History', 1622)
- Introduction to six Natural Histories (1622)
- Historia Ventorum ('History of Winds', 1622)
- History of the Reign of King Henry VII (1622)
- Abcedarium Naturae (1622)
- De Augmentis Scientiarum (1623)
- Historia Vitae et Mortis ('History of Life and Death', 1623)
- Historia Densi et Rari ('History of Density and Rarity', 1623)
- Historia Gravis et Levis ('History of Gravity and Levity', 1623)
- History of the Sympathy and Antipathy of Things (1623)
- History of Sulphur, Salt and Mercury (1623)
- A Discourse of a War with Spain (1623)
- An Advertisement touching an Holy War (1623)
- A Digest of the Laws of England (1623)
- Cogitationes de Natura Rerum ('Thoughts on the Nature of Things', 1624)
- De Fluxu et Refluxu Maris ('Of the Ebb and Flow of the Sea', 1624)
- Essays, or Counsels Civil and Moral (3rd/final edition – 58 essays, 1625)
- Apothegms New and Old (1625)
- Translation of Certain Psalms into English Verse (1625)
- Revision of De Sapientia Veterum ('Wisdom of the Ancients', 1625)
- Inquisitio de Magnete ('Enquiries into Magnetism', 1625)
- Topica Inquisitionis de Luce et Lumine ('Topical Inquisitions into Light and Luminosity', 1625)